# Filippo Illuminato
Filippo Illuminato (Napoli, 21 agosto 1930 – Napoli, 28 settembre 1943) è stato un partigiano italiano.
Medaglia d'oro al valor militare alla memoria.

## Biografia
Tra i tanti eroi delle Quattro giornate di Napoli, che hanno rappresentato il più importante movimento insurrezionale spontaneo della Resistenza italiana, spicca la figura di questo ragazzetto tredicenne. Il suo sacrificio, insieme a quello di altri 151 cittadini combattenti caduti (19 dei quali senza nome), ha contribuito, nei giorni dal 26 al 30 settembre 1943, alla liberazione della città dagli occupanti tedeschi.